# Organisation de l'action communiste au Liban
L'Organisation d'action communiste au Liban (en arabe : منظمة العمل الشيوعي في لبنان (Munaẓẓamah al-‘amal al-shuyū‘ī fī lubnān) fut fondée en 1970 de l'union de deux groupes : Liban socialiste (en) et l'Organisation des socialistes libanais (en) de Mohsen Ibrahim qui était la branche libanaise du Mouvement nationaliste arabe (MNA). L'OACL se situa à la jonction d'un nationalisme arabe radicalisé par la défaite de 1967 et d'un marxisme rénové, influencé par le maoïsme, le trotskysme, les expériences vietnamienne et cubaine mais aussi par les thèses de Louis Althusser et les expériences des extrêmes gauches européennes post-1968.
L'OACL participa au Mouvement national libanais, dirigé par Kamal Joumblatt. Elle s'allia également au Parti communiste libanais lors de la guerre civile ouverte en avril 1975 et fait partie des organisations fondatrices du Front de résistance nationale libanais (Jammul), fondé à l’été 1982 pour résister à l’invasion israélienne. L'OACL était également proche du Fatah palestinien et du Front démocratique pour la libération de la Palestine.